# Anticonops abdominalis
Anticonops abdominalis är en tvåvingeart som beskrevs av Krober 1936. Anticonops abdominalis ingår i släktet Anticonops och familjen stekelflugor.
Artens utbredningsområde är Kongo. Inga underarter finns listade i Catalogue of Life.